# Mediant

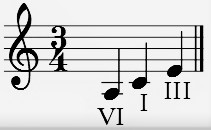
Posició de la mediant (III) dins el pentagrama.

La mediant és el tercer grau d'una escala musical. Si es troba a distància d'una tercera menor de la tònica, l'escala en qüestió és menor, mentre que si es troba a distància d'una tercera major, es tracta d'una escala major. Per això la mediant és un grau modal, perquè determina el mode.